# Mulatu Teshome
Mulatu Teshome Wirtu (Arjo, 1º gennaio 1955) è un politico etiope, Presidente dell'Etiopia dall'ottobre 2013 all'ottobre 2018. È esponente dell'Organizzazione Democratica del Popolo Oromo, partito della coalizione di governo del Fronte Democratico Rivoluzionario del Popolo Etiope.